# Friedrich von Moreau
Friedrich Ferdinand Maria Freiherr von Moreau (* 21. Januar 1881 in München; † 28. Februar 1946 in Passau) war ein deutscher Landrat, Vizepräsident des 70. Deutschen Katholikentags in Nürnberg und Königlich-Bayerischer Kammerjunker.

## Leben

### Herkunft und Familie
Friedrich Freiherr von Moreau entstammte einem bayerischen Adelsgeschlecht, dem am 31. Juli 1824 das Wappen des erloschenen Rittergeschlechtes der Tauffkircher von Alt-Tauffkirchen verliehen und am 14. Dezember 1824 immatrikuliert wurde. Er war der Sohn des Freiherrn Ferdinand von Moreau (1854–1934) und dessen Gemahlin Elisabeth geb. Freifrau von Eichthal (1858–1944). Der Maler Friedrich August von Moreau (1814–1885) war sein Großvater.
Ferdinand, Bruder des bayerischen Regierungsbeamten Alexander von Moreau, kaufte 1881 das Schloss Kleeberg bei Ruhstorf an der Rott von Alois Freiherr Weiß von Starkenfels und machte es zum Familienbesitz, der heute noch besteht.
Am 28. April 1909 heiratete Friedrich die Gräfin Friederike Luise Mathilde Elisabeth Ferdinande von Geldern-Egmont (* 5. April 1888 in Potsdam; † 2. September 1978 in Passau).
Aus der Ehe gingen die Kinder Rudolf (1910–1939, Pilot), Hermann (1912–1966, Musikdirektor in Passau) und Karl (1916–1997, Bezirkstagspräsident) hervor.

### Werdegang und Wirken
Nach dem Abitur absolvierte Ferdinand von Moreau ein Studium der Rechtswissenschaften an der Ludwig-Maximilians-Universität München, legte die erste juristische Staatsprüfung ab und begann den dreijährigen Vorbereitungsdienst, der ihn zu verschiedenen Bezirksämtern und dem Amtsgericht Berchtesgaden führte. 1907 legte er das Große juristische Staatsexamen (früher Staatskonkurs) ab und wurde Regierungsakzessist. 1914 wurde Moreau Bezirksamtsassessor in Eichstätt und drei Jahre später Badkommissar in Bad Reichenhall, wo er zugleich Leiter der Außenstelle des Bezirksamts Berchtesgaden war. 1922 schied er auf eigenen Wunsch aus seinem Dienstverhältnis, um den väterlichen Gutsbesitz zu verwalten. Zum 1. Mai 1927 kehrte er in die Kommunalverwaltung zurück und übernahm die Funktion des Bezirksamtmanns in Passau. Zum Jahresbeginn 1929 wurden ihm Titel und Rang eines Regierungsrats verliehen und am 1. April 1933 kam er als Bezirksoberamtmann zum Bezirksamt Straubing. Dort blieb er bis zu seiner vorzeitigen Pensionierung am 13. August 1937, die auf Drängen von Rudolf Heß zustande kam. Nach dem Krieg war von Moreau in den Monaten Juli/August kommissarischer Landrat des Landkreises Passau, bis die amerikanische Militärregierung als seinen Nachfolger Heinz Wagner eingesetzt hatte.
Von Moreau war Mitglied der Bayerischen Volkspartei. Er war Vizepräsident des 70. Deutschen Katholikentags, der vom 26. bis zum 31. August 1931 in Nürnberg stattfand.
Er war in die NSDAP aufgenommen worden. Durch ein Verfahren vor dem NSDAP-Kreisgericht wurde diese Maßnahme wegen seiner jüdischen Abstammung für ungültig erklärt.
Er fand seine letzte Ruhestätte in der Moreau'schen Grablege in der Friedhofskapelle in Hader, wo er am 4. März 1946 beigesetzt wurde.